# Quận Sussex, Virginia
Quận Sussex là một quận thuộc tiểu bang Virginia, Hoa Kỳ.
Quận này được đặt tên theo Sussex ở Anh. Theo điều tra dân số của Cục điều tra dân số Hoa Kỳ năm 2000, quận có dân số 12.504 người. Quận lỵ đóng ở Sussex6.

## Địa lý
Theo Cục điều tra dân số Hoa Kỳ, quận có diện tích 1276 km2, trong đó có 5 km2 là diện tích mặt nước.

### Quận giáp ranh
- Quận Dinwiddie – tây bắc
- Quận Prince George - bắc
- Quận Surry – đông bắc
- Quận Southampton – đông nam
- Quận Greensville – tây nam

## Thông tin nhân khẩu
Theo điều tra dân số 2 năm 2000, quận đã có dân số 12.504 người, 4.126 hộ gia đình, và 2.809 gia đình sống trong quận hạt. Mật độ dân số là 26 người trên một dặm vuông (10/km ²). Có 4.653 đơn vị nhà ở với mật độ bình quân 10 trên một dặm vuông (4/km ²). Cơ cấu chủng tộc của quận gồm 36,39% người da trắng, 62,13% da đen hay Mỹ gốc Phi, 0,13% người Mỹ bản xứ, 0,12% châu Á, Thái Bình Dương 0,02%, 0,54% từ các chủng tộc khác, và 0,67% từ hai hoặc nhiều chủng tộc. 0,82% dân số là người Hispanic hay Latino thuộc một chủng tộc nào.
Có 4.126 hộ, trong đó 28,50% có trẻ em dưới 18 tuổi sống chung với họ, 45,00% là đôi vợ chồng sống với nhau, 18,90% có nữ hộ và không có chồng, và 31,90% là không gia đình. 28,20% hộ gia đình đã được tạo ra từ các cá nhân và 12,40% có người sống một mình 65 tuổi hoặc lớn tuổi hơn là người. Cỡ hộ trung bình là 2,41 và cỡ gia đình trung bình là 2,94.
Trong quận, cơ cấu độ tuổi dân số đã được trải ra với 19,60% dưới độ tuổi 18, 9,00% 18-24, 34,40% 25-44, 23,60% từ 45 đến 64, và 13,40% từ 65 tuổi trở lên đã được những người. Độ tuổi trung bình là 38 năm. Đối với mỗi 100 nữ có 135,10 nam giới. Đối với mỗi 100 nữ 18 tuổi trở lên, đã có 142,30 nam giới.
Thu nhập trung bình cho một hộ gia đình trong quận đạt $ 31.007, và thu nhập trung bình cho một gia đình là $ 36.739. Phái nam có thu nhập trung bình $ 29.307 so với 22.001 $ cho phái nữ. Thu nhập bình quân đầu người quận là 14.670 $. Có 12,80% gia đình và 16,10% dân số sống dưới mức nghèo khổ, bao gồm 24,30% những người dưới 18 tuổi và 19,20% của những người 65 tuổi hoặc hơn.